# Rue Lanterne
La rue Lanterne est une très ancienne voie publique du 1er arrondissement de Lyon, en France. C'est une orientée nord-sud, débutant rue d'Algérie en prolongement de la place Tobie-Robatel, et finissant sur l'une des façades de la rue Longue.

## Histoire
La rue est l'une des plus anciennes de Lyon ; elle était déjà connue en 1356. Quand le nom de rue Lanterne apparut pour la première fois au XVIe siècle, seule la partie centrale fut nommée ainsi. À l'origine, la rue était fermée au nord par une porte et fut ouverte vers le milieu du XIXe siècle. En 1790, des travaux publics ont été réalisées dans la rue. Contrairement à d'autres avenues du quartier, la rue n'a pas fait l'objet de restructurée par le préfet Claude-Marius Vaïsse. Au coin d'une maison, un bas-relief montrait alors un lion avec une lanterne dans ses griffes. C'est en 1507 que le pavement a été décidé. Une enseigne a emprunté le nom de la rue de l'Enfant-qui-pisse, laquelle était alors la partie de la rue entre la place de la Platière et la rue Longue et a été incluse à la rue Lanterne en 1846.
Une statue d'un enfant urinant versait du vin lors de certaines fêtes. En 1612 puis en 1734, la boucherie qui était dans la rue a été détruite par un incendie. Parmi les établissements célèbres de la rue, il y eut l'auberge du Grand Chevalier ainsi que l'Hôtel de l'Écu de France au XVIIIe siècle, et la discothèque Au Fort de Brissac au XIXe siècle. En 1867, une pierre tombale a été trouvée. La rue a été formée dans sa partie sud en 1846 en incluant la rue de l'Enfant-qui-pisse, et a été allongée au nord par suite de l'absorption d'une partie de la rue de la Boucherie des Terreaux, sous le règne de Louis Philippe. Les maisons portaient des noms tels que L'Urne aux Roses (n°15) ou À la Toison d'Or (n°24).
Dans la rue ont vécu de nombreux orfèvres, peintres et chirurgiens célèbres, ainsi que Alphonse Daudet pendant un certain temps. Dans le passé, il y avait un buste d'un empereur romain au n°11, et un médaillon avec un agneau suspendu à une chaîne au-dessus de la porte au n°24.
En 1417, la muraille très endommagée a demandé des travaux importants dirigés par Aynard de Chaponnay. Dans le poste de garde afférent, des munitions étaient entreposées sans que de fortes précautions fussent prises. Aussi, la tour de la lanterne fut-elle détruite dans un incendie. On préféra ensuite la détruire dans la mise en place du plan d'utilisation des fossés des Terreaux. Pendant la Révolution en 1790, elle servit aussi de lieu d'exécution.
La partie nord plus récente avait été insérée dans un abattoir qu'on appelait « la boucherie des Terreaux » qui débouchait sur l'ancienne « place de la Boucherie-des-Terreaux », à l'emplacement approximatif de la section de la rue entre les actuelles rues Constantine et d'Algérie. Pendant la dernière guerre mondiale, le pasteur Roland de Pury y fut arrêté au temple protestant des Terreaux avant d'être emprisonné à la prison Montluc pour faits de résistance.
La Lanterne était un feu installé dans une tour qui éclairait ce qui était au Moyen Âge une des entrées de la ville de Lyon. Au XIVe siècle, les fossés de la Lanterne se trouvaient dans l'actuelle place des Terreaux, bordés par un rempart fermant la cité côté nord, englobant l’abbaye Saint Pierre, au niveau de ce qui est maintenant la rue Constantine.

## Architecture et implantations
La rue débute avec de grands immeubles datant du XIXe siècle, puis se poursuit avec la grande porte de la galerie des Terreaux dont la traboule est ouverte uniquement lors d'événements majeurs. Après la rue Constantine, il y a plusieurs maisons de différentes époques avec des portes sculptées.
Au fil du temps, il y eut de vieilles enseignes d'auberges et des apothicaires. Aujourd'hui, c'est une rue commerçante qui accueille des lieux conviviaux (sept restaurants et trois bars) ainsi que de nombreuses boutiques, une librairie spécialisée dans les bandes dessinées et deux magasins de disques, plusieurs magasins de chaussures, de vêtements, de jeux, une bijouterie ainsi qu'un hôtel. Jusque dans les années 1900, cette rue était réputée pour ses drogueries, dignes successeurs des apothicaires du XVIIe siècle installés ici qui arboraient des enseignes d’animaux comme la licorne de la maison Bietrix, fondée en 1620. Le Hot Club de Lyon, qui est le plus ancien club de Jazz d'Europe, y est désormais installé au n°26 depuis 1981. Parmi les monuments majeurs, il y a le Grand Hôtel des Terreaux (quatre étoiles) au n°16, avec ses beaux vitraux, et le temple protestant des Terreaux au n°10. Il est construit en style néogothique entre 1855 et 1857. La paroisse est membre de l'Église protestante unie de France.
La traboule droite au n°4 est fermée et composée de bâtiments bourgeois du XIXe siècle. La traboule courbe au n°29, également fermée, commence par un haut plancher en pierre, une large porte avec une imposte ouverte et un marteau traditionnel, traverse trois bâtiments et se termine au n°20 rue Paul Chenavard.
Au n°8, l'architecture, liée au romantisme, se caractérise par une diversité et une richesse de programmes décoratifs et une variété de sources d'inspiration.

## Transport
Du côté nord se trouve une station pour les bus 6, 13 et 18.